# Wali (bóg)
Wali – bóg nordycki z mitologii skandynawskiej.
Syn Odyna i śmiertelnej księżniczki (według innych źródeł gigantki) Rind. Jego przeznaczeniem było pomścić śmierć Baldura, zabitego przez ślepego Hodura na skutek intrygi zawiązanej przez Lokiego. Według mitu Wali wyrósł w ciągu jednego dnia z dziecka na dorosłego mężczyznę i niezwłocznie wyruszył, aby zabić Hodura. Bóg ten miał przeżyć Ragnarök i zbudować wraz z braćmi nowe królestwo bogów – Gimle.